# 歐洲現有商業化學品目錄
歐洲現有商業化學品目錄（EINECS編號）是一套給予每一種於1971年7月1日至1981年9月18日間在歐洲聯盟作商業用途的化學物質的注冊號碼。這個制度是由依據危險物質指令 67/548/EEC 所創立的。該指令規定危險品的標籤和包裝上必須注明EINECS編號。
由1981年9月19日起，該目錄被欧洲申报化学物质名录(ELINCS)所取代，所有的進入歐洲市場的"新"物質於知會歐洲委員會後會被分配一個ELINCS編號。包裝和標籤上必須印有ELINCS編號。
現在人們通常會稱過時的"EINECS/ELINCS number"為EC編號(EC-No 或 EC number)但會和酶的EC編號(EC number)混淆
現時一共有100,196種物質登錄於EINECS之中。

## 格式
EINECS編號是一個7位的編號，樣式為2XX-XXX-X 或 3XX-XXX-X，由200-001-8開始。
ELINCS編號是一個7位的編號，樣式為4XX-XXX-X ，由400-010-9開始。
EINECS/ELINCS/EC 編號都可寫成以下的樣式：
```
   NNN-NNN-R
   123-456-0

```

當中R是一個核對數而N是一個基本的數字。核對數R可以從以下方程式取得：
{\displaystyle {\frac {1N+2N+3N+4N+5N+6N}{11}}=Q+{\frac {R}{11}}}
當中Q是一個無意義的整數。